# L'Alovet
L'Alovet és una masia de Sant Bartomeu del Grau (Osona) inclosa a l'Inventari del Patrimoni Arquitectònic de Catalunya.

## Descripció
Es tracta d'un edifici de tres pisos, de planta rectangular i teulat a doble vessant lateral a la façana principal, on hi ha dos pisos d'arcades. Els murs estan construïts amb pedres irregulars i molt de morter, part del qual és fruit de successives reconstruccions. Els arcs de la façana principal són fets de maons.
Aquesta masia tenia antigament la masoveria adossada a l'esquerra de la façana. Actualment la casa senyorial s'ha convertit en masoveria i l'antiga masoveria està deshabitada.

## Història
El nom d'Abadal que apareix en alguns mapes és fruit del nom de l'antic propietari.